# Academia Cățelușilor
Academia Cățelușilor este un serial de televiziune care a avut premiera pe Disney Channel și TVOntario pe 26 August 2019 în Canada. Serialul îi are în rolurile principale pe Don Lake, Christian Convery, Aria Birch, Gabrielle Miller, Riley O'Donnell, Chance Hurstfield, Dylan Schombing și Brian George.

## Intrigă
Charlie este un om care a înființat o academie secretă pentru cățeluși într-o lume paralelă, unde sunt educați despre cum să devină câini. Nepotul său Morgan se mută în cartierul său și îl încurajează pentru a ajuta la educarea cățelușilor, Scântieie, Inimioară și Whiz, în momentul în care legătura dintre om și canini, care este alimentată de constelația Canis Primus începe să se stingă. Aceasta se leagă de o profeție care implică un băiat și un cățel vagabond în care decanul absolvenților (sau D.O.G. pe scurt) trebuie să găsească acel câine vagabond special, ca să salveze Academia Cățelușilor și să restabilească legătura dintre oameni și canini.

## Distribuție și personaje
- Don Lake în rolul lui Charlie, îngrijitorul Academiei Cățelușilor. Strămoșii săi au fondat școala. Christian Convery în rolul lui Morgan, nepotul lui Charlie care îl ajută la Academia Cățelușilor.  Aria Birch în rolul Izzy, o fată cu care Morgan se împrietenește.  Gabrielle Miller în rolul lui Molly, mama lui Morgan.

- Riley O'Donnell ca vocea lui Scânteie, un boxer fără stăpân pe stradă.

- Chance Hurstfield este vocea lui Inimioară, un Golden Retriever prostuț care este deținut de Izzy.

- Dylan Schombing ca vocea lui Whiz, un câine nervos și inteligent, deținut de James.

- Brian George ca vocea decanului, un Husky siberian al Academiei Cățelușilor care caută profeția.

Pe 15 octombrie 2018, s-a anunțat că Disney și Netflix au comandat Academia Cățelușilor, precum și 22 de episoade. Funcționând ca serial de televiziune de debut al Air Bud Entertainment pe Disney Channel, seria este produsă executiv de Anna McRoberts și Robert Vince și regizat de Robert Vince. Pe 31 iulie 2019, s-a anunțat că seria va avea premiera pe 26 august 2019; după premieră, noile episoade ale serialului au fost reluate pe 4 septembrie 2019. Seria a început să fie difuzată și pe posturile de televiziune TVOKids și TVOntario din Canada pe 26 august 2019. La nivel internațional, acesta a fost lansat în Februarie 2020.
Un al doilea sezon al emisiunii a fost lansat în 2020, cu 7 episoade.

## Difuzarea în România
Acest serial este disponibil doar pe Netflix. Este subtitrat în limba română.